# 1,1-Dipropoxyethan
1,1-Dipropoxyethan (Acetaldehyddipropylacetal) ist ein Acetal, das sich von Acetaldehyd und Propanol ableitet.

## Vorkommen

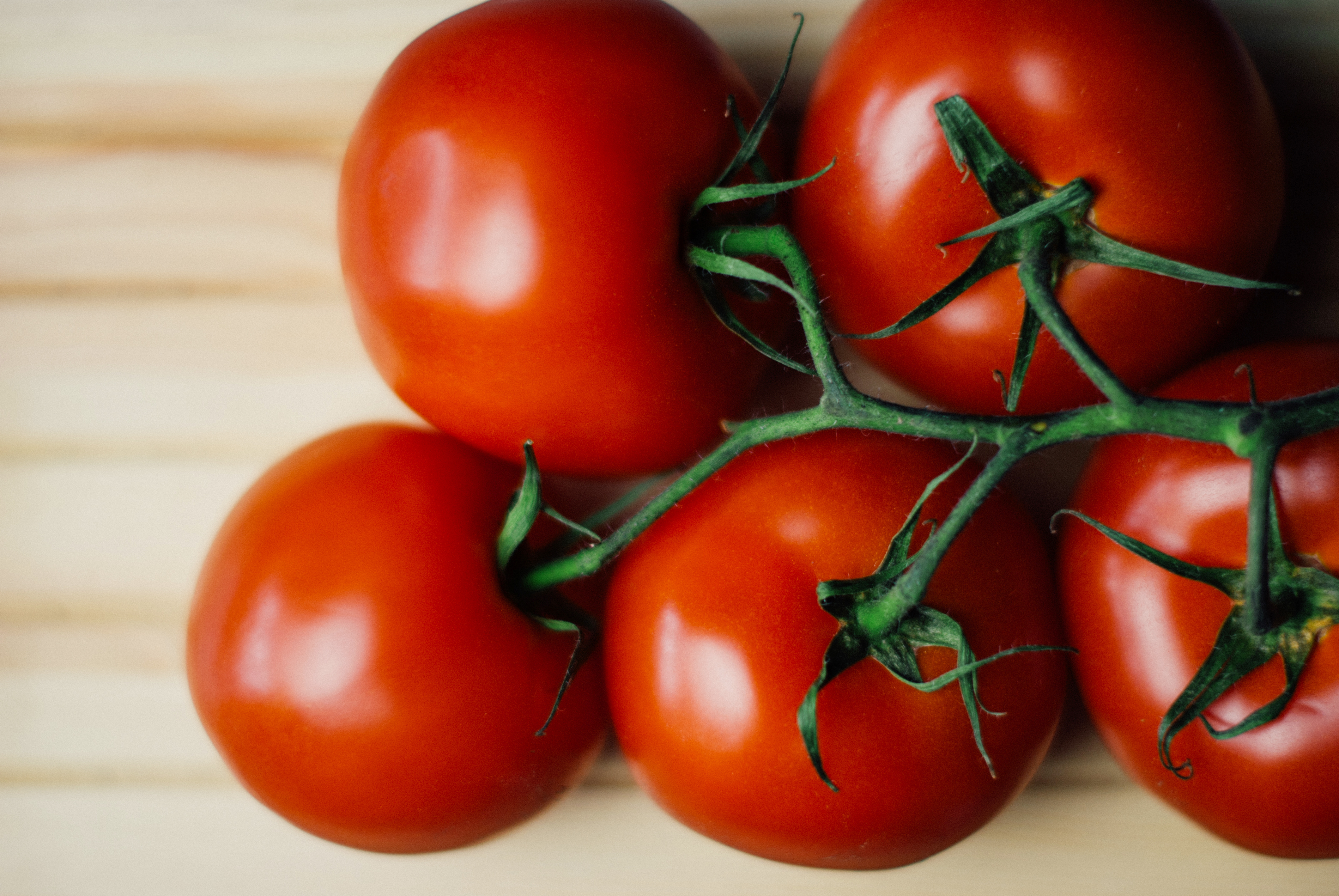
Tomaten erhalten 1,1-Dipropoxyethan

1,1-Dipropoxyethan kommt in Jasminöl und Tomaten vor.

## Toxikologie
Der LD50 wurde bei Ratten (oral) und Kaninchen (dermal) zu über 5 g/kg Körpergewicht bestimmt. Eine Untersuchung an Menschen in mäßiger Konzentration führte nicht zu Hautreizungen. Hohe Dosen führten bei Kaninchen zu mäßigen Hautreizungen.

## Verwendung
1,1-Dipropoxyethan wird als Duftstoff in Waschmitteln, Seife und anderen kosmetischen Produkten verwendet. In der EU ist es unter der FL-Nummer 06.034 als Aromastoff für Lebensmittel allgemein zugelassen.